# Seves
Seves ist ein italienisches Unternehmen, welches einer der Weltmarktführer bei Hochspannungsisolatoren und dekorativen Glasblöcken zur Gebäude- und Innenausstattung ist.

## Geschichte
1929 nahm die Electro Verre die Herstellung von Glasisolatoren auf. Seit 1947 wird das Glas für die Isolatoren durch Vorspannung gehärtet. Das Unternehmen Seves entstand 2002, als die französische Sediver und die italienische Vetroarredo fusionierten. 2004 folgte die Umbenennung in „Seves“, 2014 wurde das Unternehmen von Triton Partners gekauft.